# Dolen, Smolean
Dolen (în bulgară Долен) este un sat în comuna Zlatograd, regiunea Smolean,  Bulgaria. 

## Demografie
Componența etnică a satului Dolen
     Bulgari (60,69%)
     Nicio identificare (35,97%)
     Altele (4,15%)
La recensământul din 2011, populația satului Dolen era de 1.323 locuitori. Din punct de vedere etnic, majoritatea locuitorilor (60,69%) erau bulgari. Pentru 35,97% din locuitori nu este cunoscută apartenența etnică.